# Ton Thie
Ton Thie  (Gouda, 28 oktober 1944 – 25 februari 2021) was een Nederlands profvoetballer die als doelman onder contract stond bij Hermes DVS en ADO Den Haag.

## Carrière

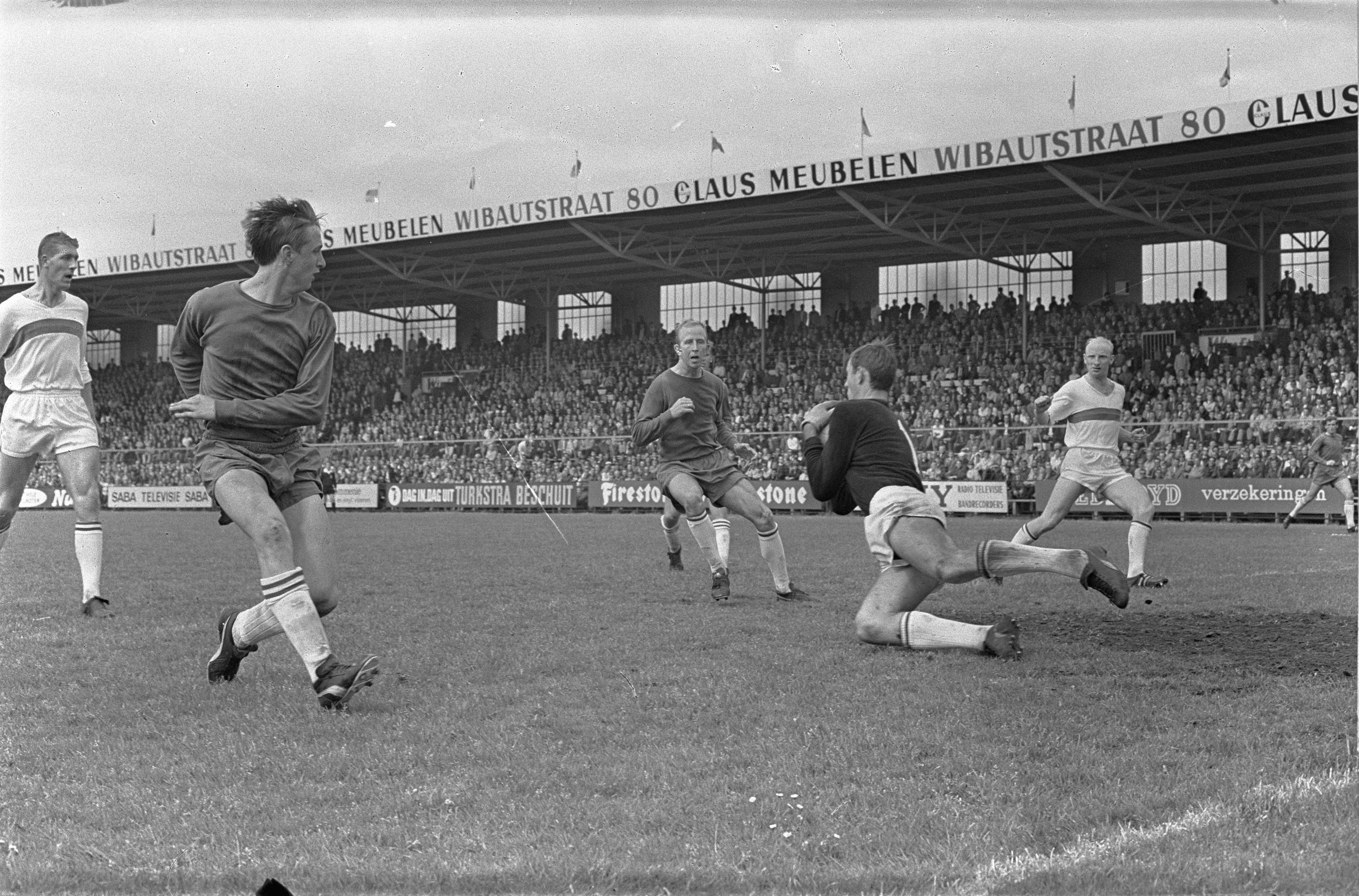
Thie stopt de combinatie Cruijff en Groot (1967)

## Jeugd
In de jeugd kwam Thie uit voor GC & FC Olympia en Excelsior.

## Hermes DVS
Van 1962 tot 1964 speelde hij voor Hermes DVS in de Tweede divisie. Hij maakte als 17-jarige zijn debuut in het betaalde voetbal op 7 oktober 1962 in de 6e wedstrijd van het seizoen, de met 2-0 verloren thuiswedstrijd tegen BVV. Hij was hierin de vervanger van de vaste doelman Henk Tap, die de voorafgaande zomer de overstap had gemaakt van lokaalrivaal SVV. Erg goed ging het nog niet en Thie ging weer terug naar het tweede elftal. Op 24 en 31 maart 1963 mocht hij het weer proberen in respectievelijk de thuis- en uitwedstrijd tegen Haarlem. Henk Tap speelde vervolgens de twee wedstrijden in het Paasweekeinde op 13 en 15 april en vanaf 21 april, 3-0 winst thuis tegen Wilhelmina tot en met 16 juni, 4-1 verlies tegen RCH in de laatste wedstrijd van het seizoen, keepte Thie 14 wedstrijden onafgebroken. Van de 32 wedstrijden die dit seizoen in de Tweede Divisie werden gespeeld deed hij er dan ook 17 mee. Op 9 juni 1963 werd hij in de thuiswedstrijd tegen PEC wegens een blessure in de pauze vervangen door Henk Tap. Het daarop volgende seizoen, 1963/64 keepte Thie alle wedstrijden.

## ADO
Thie kwam in 1964 bij ADO terecht en zou daar zijn gehele verdere carrière blijven spelen. In dertien seizoenen keepte Thie 380 wedstrijden voor ADO. Met deze club behaalde hij drie derde plaatsen in de eredivisie (1965, 1966, en 1970). Ook speelde Thie twee KNVB bekerfinales, in 1966 werd verloren van Sparta en in 1968 werd er gewonnen van AFC Ajax met 2-1. In 1967 speelde hij met ADO als San Francisco Golden Gate Gales in de Amerikaanse United Soccer Association. Als speler van FC Den Haag zou hij zijn derde KNVB bekerfinale spelen. In 1975 werd FC Twente met 1-0 verslagen. Ton Thie speelde ook diverse Europese wedstrijden voor ADO/FC Den Haag. De kwartfinale van de Europa Cup 2 tegen West Ham United vormde daarbij het hoogtepunt. In 1977 werd de doelman afgekeurd voor het spelen van betaald voetbal. Hij werd tijdens dat lopende seizoen 1976/1977 opgevolgd door Hans Galjé. Hierna ging hij bij ADO de doelmannen trainen. In december 1979 speelde hij nog kort voor zijn jeugdclub Olympia dat twee geblesseerde doelmannen had.

## Vertegenwoordigend voetbal
Thie was reservedoelman bij het Europees kampioenschap voetbal onder 18 - 1962.  Hij kwam uit voor Jong Oranje, het Nederlands B-voetbalelftal en was enkele malen reserve bij het Nederlands voetbalelftal.
Alhoewel Thie nooit voor het Nederlands voetbalelftal uitkwam, speelde hij op nieuwjaarsdag 1980 in de traditionele wedstrijd met de oud-internationals tegen Koninklijke HFC. In 1981 en 1982 nam hij deel aan de Mini-voetbalshow. Ook trainde hij enkele seizoenen GSV.

## Maatschappelijk
Na zijn loopbaan werd hij in 1980 uitbater van de kantine van zwembad de Tobbe in Gouda en in 1996 emigreerde hij met voormalig waterpolospeelster Sonja Rook naar Gambia.  Thie was eerder gehuwd geweest en had een zoon. Hij kreeg kanker en keerde in 2019 terug naar Nederland. Daar overleed hij in 2021 op 76-jarige leeftijd.

## Statistieken
| seizoen | club                            | land             | competitie                | wed. | goals |
| ------- | ------------------------------- | ---------------- | ------------------------- | ---- | ----- |
| 1962/63 | Hermes DVS                      | Nederland        | Tweede divisie            | 17   | 0     |
| 1963/64 | Hermes DVS                      | Nederland        | Tweede divisie            | 30   | 0     |
| 1964/65 | A.D.O                           | Nederland        | Eredivisie                | 24   | 0     |
| 1965/66 | A.D.O                           | Nederland        | Eredivisie                | 22   | 0     |
| 1966/67 | A.D.O                           | Nederland        | Eredivisie                | 33   | 0     |
| 1967    | San Francisco Golden Gate Gales | Verenigde Staten | United Soccer Association | 12   | 0     |
| 1967/68 | A.D.O                           | Nederland        | Eredivisie                | 33   | 0     |
| 1968/69 | A.D.O                           | Nederland        | Eredivisie                | 35   | 0     |
| 1969/70 | A.D.O                           | Nederland        | Eredivisie                | 34   | 0     |
| 1970/71 | A.D.O                           | Nederland        | Eredivisie                | 34   | 0     |
| 1971/72 | FC Den Haag                     | Nederland        | Eredivisie                | 32   | 0     |
| 1972/73 | FC Den Haag                     | Nederland        | Eredivisie                | 31   | 0     |
| 1973/74 | FC Den Haag                     | Nederland        | Eredivisie                | 33   | 0     |
| 1974/75 | FC Den Haag                     | Nederland        | Eredivisie                | 33   | 0     |
| 1975/76 | FC Den Haag                     | Nederland        | Eredivisie                | 24   | 0     |
| 1976/77 | FC Den Haag                     | Nederland        | Eredivisie                | 12   | 0     |
|         |                                 |                  | Totaal                    | 439  | 0     |